# Науатъл
На̀уатъл (неправилен правопис „нахуатл“ или „науатл“, на науатъл: nāhuatl или mexìcatlàtōlli, [ˈnaːwatɬ], изговор), исторически наричан ацтекски, е индиански език от уто-ацтекското езиково семейство, който се говори от около два процента от населението на Мексико, основно в централно Мексико.
Той е официално признат заедно с още 62 езика съгласно Закона за езиковите права като национален в Мексико. Общият брой на говорещите науатъл е около 1,5 милиона. Говори се в щатите Мексико, Пуебла, Веракрус, Идалго, Гереро, Морелос, Оахака, Табаско, Мичоакан, Дуранго, Халиско. Повечето от тях са израснали двуезично с испански и науатъл.
Съвременният език се разпада на няколко различни, често взаимно неразбираеми диалекти.
Сред известните заемки в български от науатъл са шоколад (xōchiyōcacahuatl, cacahuaātl), домат (tomātl), койот (coyōtl), авокадо (āhuacatl), какао (cacahuatl), чили (chīlli), оцелот (ocēlōtl), ацтек (Aztēcatl). Мексико (Mexìco) и Гватемала (Cuauhtēmallān) също са с науатълска етимология.